# Timo Boll
Timo Boll (Erbach, 8 de março de 1981) é um mesa-tenista alemão.

## Carreira
Em 2003, ele estava em primeiro no Ranking Mundial; em 1 de janeiro de 2006, estava em segundo e atualmente está em sexto (Ranking ITTF setembro/2019). Ele é canhoto. Em 2006 derrotou Wang Liqin na final do Aberto da China, e em 1 de abril de 2007 venceu o Campeonato Europeu tanto em individuais como em dupla.
Timo Boll é bicampeão da Copa do Mundo em 2002 e 2005. Nessa última enfrentou na sequência Wang Liqin, Ma Lin e Wang Hao, vencendo os três jogos por 4 a 3.
Foi o porta-bandeira do país na abertura dos Jogos Olímpicos de 2016.